# Захір Паязіті

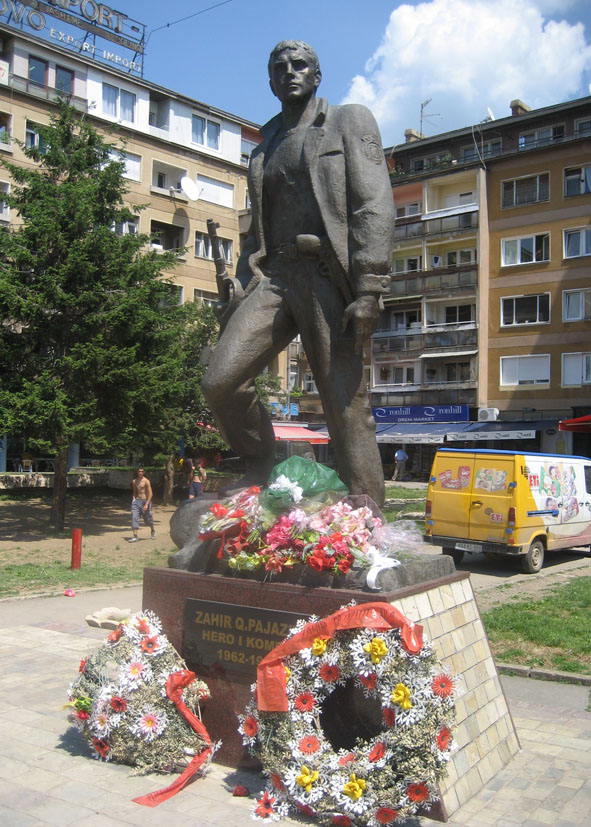
Статуя Паязіті у Приштині

Захір Паязіті (алб. Zahir Pajaziti; нар. 1 листопада 1962, Турічіца, Подуєво — пом. 31 січня 1997, Пестово, Вучітрн) — один із засновників Армії визволення Косова (АВК). Він був першим командиром АВК, який помер у боротьбі проти сербських підрозділів.
Він навчався в Університеті Приштини. У 1981 році Паязіті був організатором політичних демонстрацій у Подуєві. З середини 90-х він був активістом Парламентської партії Косова (Partia Parlamentare e Kosovës). У той же час він був одним із засновників АВК і одним з її лідерів у 1996–1997 роках. 31 січня 1997 Паязіті був убитий бойовим підрозділом МВС Сербії.
Сербська сторона звинувачувала його у скоєнні (як лідера АВК і його групи) нападів на поліцейські підрозділи косовських сербів.
28 листопада 2000 командир АВК Агім Чеку представив у центрі Приштини статую на честь Паязіті. Під час Косовської війни бригада АВК носила ім'я Паязіті, сьогодні є вулиці і площі у Косово, названі його ім'ям.